# Трускавецька централізована бібліотечна система
Трускавецька централізована бібліотечна система (Трускавецька ЦБС) — міська централізована мережа бібліотек міста Трускавця Львівської області.
ЦБС належить провідне місце в інформаційно-бібліотечному обслуговуванні населення міста, розвитку інтелектуальних та творчих здібностей.

## Структура і керівництво
до складу Трускавецької ЦБС входять 4 бібліотеки:
- центральна міська бібліотека (вул. Дрогобицька, 12)
- дитяча міська бібліотека (вул. Стебницька, 70);
- бібліотека-філія № 1 (вул. Бориславська, 36);
- бібліотека-філія № 2 (вул. Стебницька, 76)

Директор Трускавецької міської ЦБС — К. Ківецька.

## Фонди і їх поповнення, діяльність ЦБС
Фонди Трускавецької ЦБС — універсальні за змістом, налічують 141 534 книг та періодичних видань. Бібліотечним обслуговування охополено 10 418 читачів.
Традиційними для Трускавецької ЦБС є акції «Підтримай бібліотеку», «Подаруй книгу бібліотеці», що суттєво сприяють поповненню бібліотечних фондів цікавими виданнями навчальної та художньої літератури. Так, у 2004 році заклади мережі отримали 350 примірників книг, подарованих авторами, читачами, громадськими організаціями, видавництвами. Безкоштовно надходили книги від культурно-прсвітницького центру ім. Р. Яруша, громадського об'єднання «Форум видавців», Всеукраїнської ліги жінок України, Благодійного фонду ім. Я. Чорновола, Християнської церкви «Емануїл», видавництва «Ліга-Прес», Українського конгресового комітету Америки, народознавчого товариства «Дзвін».
У бібліотеках мережі організовуються й проводяться різномантіні культурні заходи — творчі зустрічі, літературні вечори, читання, презентації книжок, вікторини тощо. Працівники бібліотек Трускавецької ЦБС здійснюють масову популяризацію літератури серед різних категорій читачів, співпрацюють з громадськими організаціями, товариствами, літературними об'єднаннями.

## Джерело-посилання
- Культура (Трускавця) на truskavets-city.gov.ua («Трускавець — Все про місто-курорт»), Офіційний сайт Трускавецької міської ради

| Герб Трускавця | Це незавершена стаття про Трускавець. Ви можете допомогти проєкту, виправивши або дописавши її. |